# Giełda papierów wartościowych

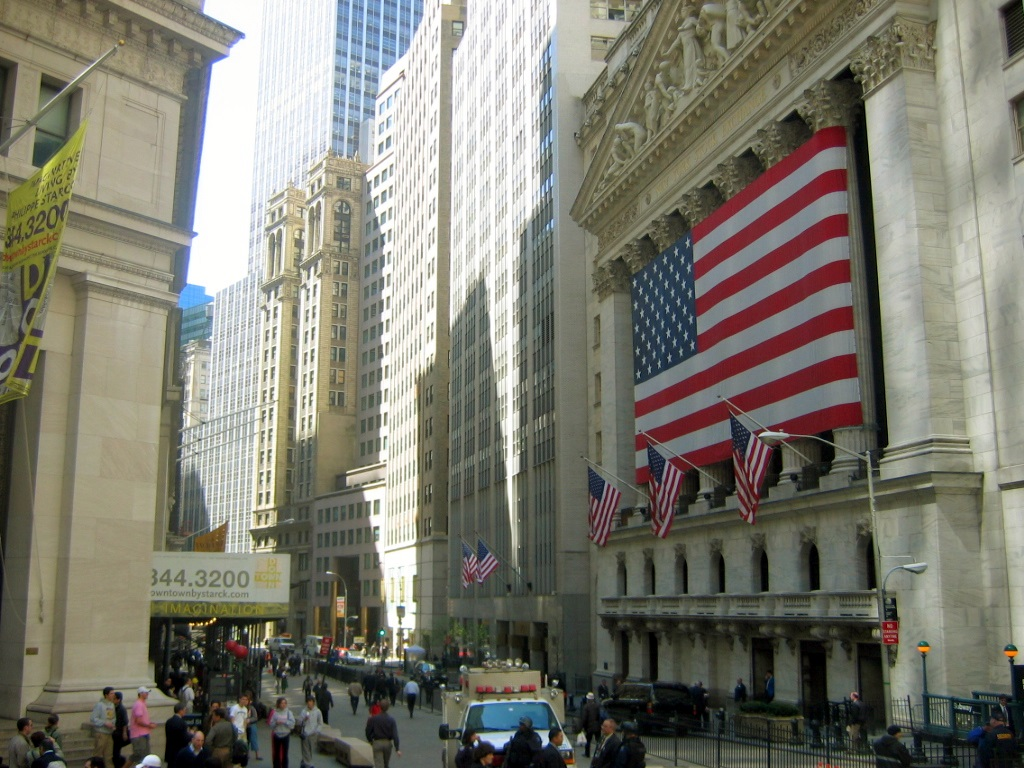
Giełda papierów wartościowych w Nowym Jorku (NYSE)

Giełda papierów wartościowych – rynek regulowany, na którym dokonuje się transakcji kupna-sprzedaży instrumentów finansowych dopuszczonych do obrotu; przede wszystkim zbywalnych papierów wartościowych (np. akcji, obligacji) oraz instrumentów pochodnych (np. kontraktów terminowych i opcji).
W Polsce omawiany rynek organizowany jest przez Giełdę Papierów Wartościowych w Warszawie.
Do najważniejszych giełd na świecie zalicza się:
- NYSE, Nowy Jork
- NASDAQ, Nowy Jork
- Tokyo Stock Exchange, Tokio
- London Stock Exchange, Londyn
- Euronext (Europe), Paryż, Amsterdam, Bruksela, Lizbona, Dublin, Oslo, Mediolan
- Hong Kong Stock Exchange, Hongkong
- Shanghai Stock Exchange, Szanghaj
- Toronto Stock Exchange, Toronto
- Deutsche Börse, Frankfurt
- SIX Swiss Exchange, Zurych